# (30779) Sankt-Stephan
(30779) Sankt-Stephan est un astéroïde de la ceinture principale.

## Description
(30779) Sankt-Stephan est un astéroïde de la ceinture principale. Il fut découvert le 17 octobre 1987 à l'Observatoire Palomar par Carolyn S. Shoemaker et Eugene M. Shoemaker. Il présente une orbite caractérisée par un demi-grand axe de 2,31 UA, une excentricité de 0,19 et une inclinaison de 24,7° par rapport à l'écliptique.

## Compléments